# Tomago-Aluminiumhütte
Die Tomago-Aluminiumhütte ist eine Aluminiumhütte und befindet sich in Tomago in der Hunterregion, 13 Kilometer westlich von Newcastle in New South Wales in Australien.
Die Hütte hat eine Kapazität von 520.000 Tonnen Aluminium jährlich. Betrieben wird sie von der Tomago Aluminium Company, ein Gemeinschaftsunternehmen in dem Rio Tinto Alcan Hauptaktionär mit 51,6 % der Aktien ist. Ferner sind die Unternehmen Gove Aluminium Finance Ltd (CMR Limited und AMP Limited) und Hydro Aluminium beteiligt.
Die Aluminiumhütte nahm ihren Betrieb 1983 mit einer Kapazität von 240.000 Tonnen Aluminium jährlich auf, 1993 wurde die Kapazität auf 380.000 und 1998 auf 530.000 Tonnen erhöht.
Aluminiumhütten sind industrielle Großanlagen, die in der Schmelzelektrolyse unter hohem Energieaufwand Aluminium aus Aluminiumoxid herstellen (Hall-Héroult-Prozess). Dabei wird Aluminium mit einer Schmelztemperatur von 2045 °C mit Kryolith vermischt, um die Schmelztemperatur zu senken. In diesem Prozess kann die Schmelztemperatur auf 950 °C gesenkt werden, was die Elektrolyse ermöglicht. Diese Aluminiumhütte, ist wie alle derartigen Hütten 365 Tage in Betrieb und kann nicht abgeschaltet werden.